# Fuentepinilla
Fuentepinilla település Spanyolországban, Soria tartományban. Fuentepinilla Quintana Redonda, Tardelcuende, Matamala de Almazán, Centenera de Andaluz, Berlanga de Duero és Valderrodilla községekkel határos. Lakosainak száma 78 fő (2024).

## Népesség
A település népessége az elmúlt években az alábbi módon változott:
| Lakosok száma | 149  | 142  | 124  | 113  | 103  | 99   | 91   | 88   | 81   | 78   |
|               | 2001 | 2004 | 2007 | 2009 | 2012 | 2014 | 2017 | 2019 | 2022 | 2024 |